# 釜ヶ淵村
釜ヶ淵村（かまがふちむら）は、かつて富山県中新川郡にあった村。

## 沿革
- 1889年（明治22年）4月1日 - 町村制の施行により、上新川郡上三賀野開、米道村、末谷口村、中山新村、鋳物師沢新村、引越新庄野村、道源寺村及び寺坪新村の区域をもって、上新川郡釜ヶ淵村が発足する。
- 1890年（明治23年） - 末三賀16番地に役場を新築[2]。
- 1896年（明治29年）3月29日 - 郡制の施行のため、上新川郡の区域から分立して、中新川郡が発足により、中新川郡に所属となる。
- 1922年（大正11年）1月1日 - 中新川郡釜ヶ淵村の区域の一部を中新川郡上段村に編入する。
- 1954年（昭和29年）1月10日 - 中新川郡雄山町、上段村、釜ヶ淵村、立山村、東谷村及び利田村が合併して、中新川郡立山町が発足する。

## 歴代村長
出典→
1. 品川仁左衛門（1889年8月14日 - 1890年7月13日）
2. 尾井和左衛門（1890年8月22日 - 1894年8月21日）
3. 酒井大作（1894年9月24日 - 1897年3月31日）
4. 森川茂三郎（1897年5月19日 - 1901年3月14日）
5. 森川茂兵衛（1901年3月14日 - 1901年9月22日）
6. 金山太次郎（1901年10月7日 - 1903年9月29日）
7. 金山太次郎（1903年10月26日 - 1905年10月6日）
8. 竹島弥次郎（1905年10月28日 - 1909年10月27日）
9. 市村一治（1909年11月12日 - 1913年11月11日）
10. 市村一治（1913円11月12日 - 1914年10月14日）
11. 金山太次郎（1914年11月9日 - 1916年11月18日）
12. 長谷川権右衛門（1916年12月6日 - 1920年10月23日）
13. 浦崎梅次郎（1920年10月28日 - 1924年10月27日）
14. 酒井直次郎（1924年12月27日 - 1928年12月26日）
15. 松原豊二（1928年12月23日 - 1932年9月8日）
16. 松原豊二（1932年9月18日 - 1936年9月15日）
17. 松原豊二（1936年9月16日 - 1940年4月10日）
18. 品川忠右衛門（1940年4月17日 - 1942年3月31日）
19. 酒井善作（1942年4月18日 - 1944年1月1日）
20. 松原豊二（1944年1月2日 - 1946年11月21日）
21. 中田治重（1947年4月5日 - 1951年3月31日）
22. 中田治重（1951年4月1日 - 1954年1月10日）